# برتو (بازیکن فوتبال)
برتو (انگلیسی: Berto؛ زادهٔ ۲۷ اکتبر ۱۹۶۲) بازیکن فوتبال اهل اسپانیا است.
از باشگاه‌هایی که در آن بازی کرده‌است می‌توان به باشگاه فوتبال پومفرادینا و باشگاه فوتبال رئال اویدو اشاره کرد.
وی همچنین در تیم ملی فوتبال اسپانیا بازی کرده‌است.